# Věra Jourová
Věra Jourová, češka političarka, pravnica, poslovnica in evropska komisarka, * 18. avgust 1964, Třebíč
Je češka političarka. Med drugim je bila podpredsednica Evropske komisije in evropska komisarka za vrednote in preglednost ter komisarka za pravičnost, potrošnike in enakost spolov.